# Clemens Blanke
Clemens Blanke (* 9. Mai 1895 in Stadtlohn; † 11. April 1945 in Rinteln) war ein deutscher Politiker und Kreisleiter der NSDAP.

## Leben und Wirken
Clemens Blanke wurde als Sohn von Hermann Blanke (Kupferschmiedemeister) geboren. Nach dem Besuch der Rektoratschule trat er in das väterliche Geschäft ein und begann die Berufsausbildung. Von Mai 1915 an leistete er seinen Wehrdienst und geriet Ende 1916 in russische Kriegsgefangenschaft, aus der er am 18. Februar 1918 floh. Er war Unteroffizier. Nach der Prüfung an der Maschinenbauschule Köln im Jahre 1919 übernahm Blanke das gut gehende Handwerksgeschäft seiner Eltern. 1921 heiratete er Gertrud Kemper. Blanke absolvierte die Meisterprüfung als Klempner und Installateur im Jahr 1929 in Münster. 
Er betätigte sich politisch und war Senior des katholischen Gesellenvereins und von 1920 bis 1922 im Völkischen Block, danach bis 1926 als Ortsgruppenleiter im Völkischen Block tätig.
Er trat zum 1. Juni 1930 der NSDAP bei (Mitgliedsnummer 247.997) und wurde am 16. November 1930 Ortsgruppenleiter in Stadtlohn. Im Frühjahr 1933 wurde er hier Beigeordneter und ab dem 24. August 1933 Kommissarischer Bürgermeister von Stadtlohn. Am 16. Mai 1935 wurde Blanke endgültig zum hauptamtlichen Bürgermeister der Stadt Stadtlohn ernannt.
1933 wurde er Mitglied des Provinziallandtags der Provinz Westfalen und des Kreistages und Kreisausschusses des Kreises Ahaus. Vom 1. April 1934 bis zum März 1938 war er NSDAP-Kreisleiter. Danach zum Kreisleiter ehrenhalber ernannt, ging er als Beigeordneter und Kämmerer zur Stadtverwaltung Rheine. Ab dem 6. Oktober 1939 war er Bürgermeister von Rheine und blieb bis 1944 im Amt.
Vom 15. Juni 1939 an war er Vorsitzender des Kreisgerichts der NSDAP in Rheine und gehörte auch dem Kreisausschuss des Landkreises Steinfurt an. Er war von April 1941 bis Oktober 1941 vertretungsweise Kreisleiter der NSDAP Steinfurt. Zum Kriegsende wurde Blanke Gaukommissar für den Behelfswohnungsbau und Volkssturm.
Für ein Pensionsüberprüfungsverfahren hatte seine Witwe ein postumes Entnazifizierungsverfahren angestrengt mit dem Ergebnis, dass Blanke in zwei Verfahren in die Kategorie III eingestuft wurde. Die Feststellungen des Gerichtes lauteten „aktiver Nazi“, „ausgesprochener Nutznießer der Partei“ und „Parteibuch-Beamter“. Daher wurden nur die Hälfte der Versorgungsbezüge zuerkannt.

## Militärische Auszeichnungen
Eisernes Kreuz II. Klasse